# پیروزی ولینگتون

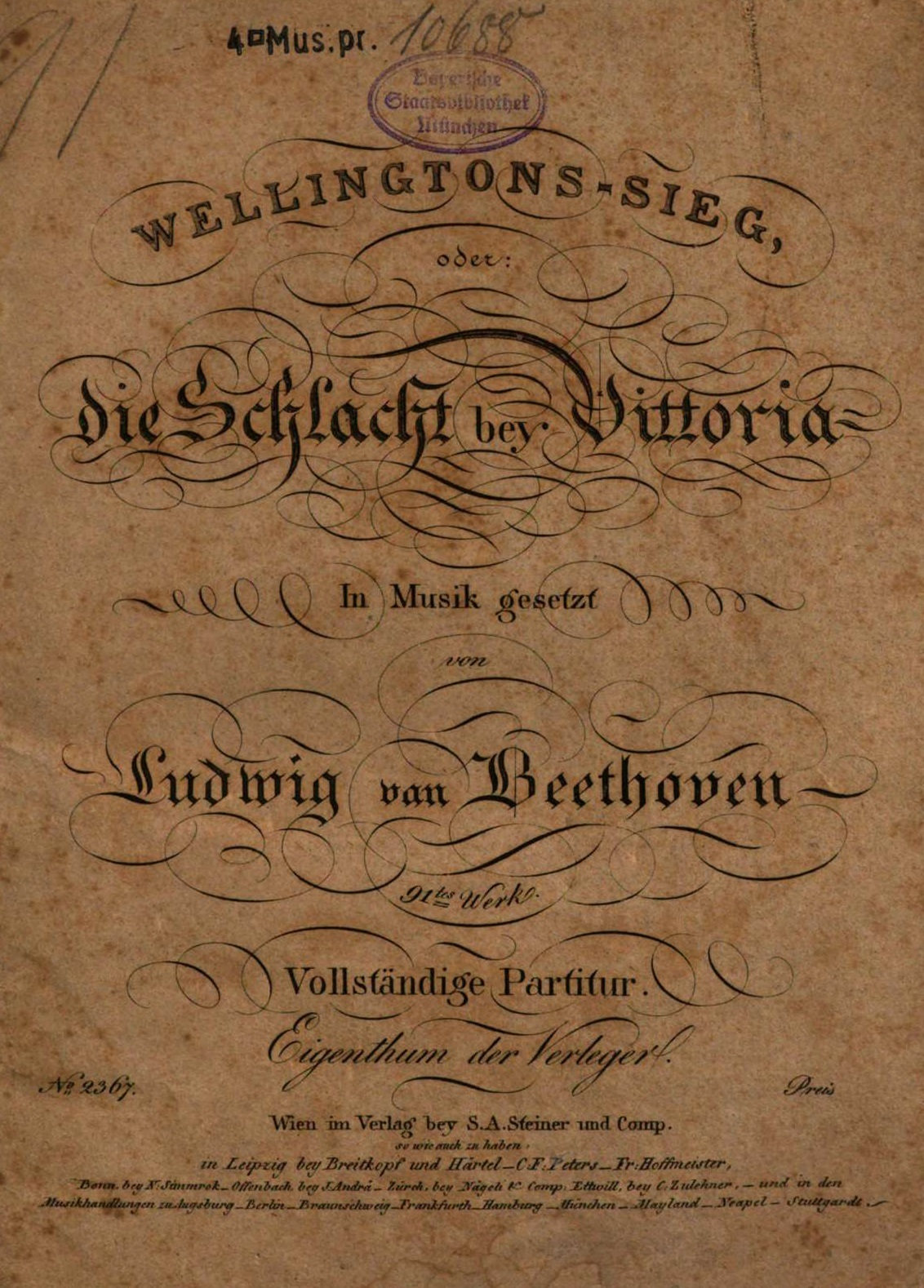
تصویر صفحه عنوان پیروزی ولینگتون

پیروزی ولینگتون (به انگلیسی: Wellington's Victory، به آلمانی: Wellingtons Sieg) یا سمفونی پیروزی (به انگلیسی: Wellington's Victory، با آلمانی: die Schlacht bei Vittoria)، اُپوس ۹۱، اثری از لودویگ فان بتهوون برای ارکستر است که آن را به افتخار پیروزی آرتور ولزلی (اولین دوک ولینگتون) بر ژوزف بناپارت در نبرد ویتوریا (در اسپانیا، در ۲۱ ژوئن ۱۸۱۳) تصنیف کرده است.

نسخهٔ دست‌نوشت این اثر در کتابخانهٔ دولتی برلین نگهداری می‌شود.

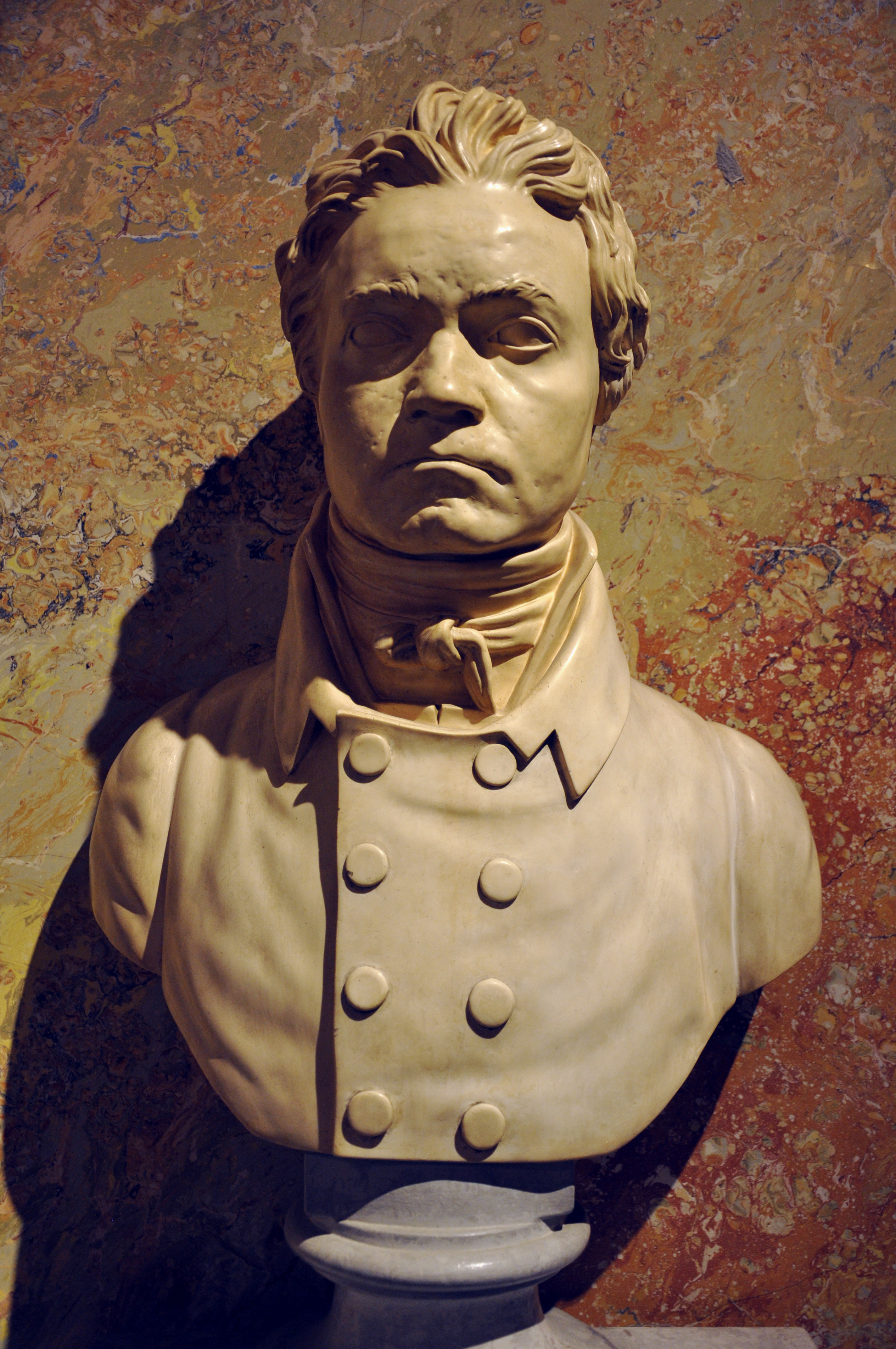
نیم‌تنهٔ بتهوون (۱۸۱۲)